# Branew
Branew – zniesiona wieś w Polsce, w województwie lubelskim, w powiecie janowskim, w gminie Dzwola.
Miejscowość została zniesiona z dniem 1 stycznia 2015 z jednoczesną zmianą statusu dotychczasowych części wsi Branew na wsie: Branew Ordynacka i Branew Szlachecka.
W latach 1975–1998 miejscowość administracyjnie należała do województwa tarnobrzeskiego. Wieś należy do Parafii pw. św. Anny w Branwi.
W Branwi urodził się Jan Krawczyk – żołnierz Batalionów Chłopskich. Z Branwi pochodził też powstaniec styczniowy, dowódca oddziału kosynierów, Paweł Parada. Brał on udział w kilku bitwach na Lubelszczyźnie. Po aresztowaniu przez Rosjan zbiegł do Galicji.
Wieś Branew dzieliła się na dwa sołectwa: Branew Ordynacka i Branew Szlachecka. Ponadto istnieje część wsi o nazwie: Sapy która powstała w 1852 r. wskutek karczunku lasu, wcześniej istniała na tym terenie cegielnia. W II połowie XIX w. były tutaj zabudowania należące do folwarku Chrzanów Szlachecki. W 1921 r. Sapy liczyły 5 domów i 28 mieszkańców.

## Historia
Powstanie wsi wiązało się z osadzeniem na gruntach wsi Brenwicza (Branewka) osadników wołoskich i ruskich. Pierwsza wzmianka o Branwi pochodzi z 1464 r. Początkowo zwano ją Brenwiczą (Branwią) Wołoską, Dużą, Większą, a w późniejszym okresie Ordynacką i Szlachecką. Miejscowość z rąk Gorajskich przeszła w 1508 r. na własność Mikołaja Firleja, wojewody lubelskiego. 
W 1517 r. nastąpił trwały podział wsi na dwie części. Jedną z nich zakupił Wiktoryn Sienieński, druga wróciła do Gorajskich. W 1540 r. część Sienieńskich przejął ród Górków. Z kolei w 1596 r. część tę zakupił Jan Zamoyski i włączył do swojej ordynacji. Jednak przez kilka lat toczył się konflikt z Gorajskimi o sporne udziały we wsi. Również w 1596 r., wraz z zawarciem unii brzeskiej, prawosławni zamieszkujący wieś stali się katolikami obrządku wschodniego.
W 1626 r. obie części wsi liczyły 10,5 łana ziemi, 5 zagród i 8 komornic. Wojny w XVII wieku (kozackie, potop szwedzki) przyniosły Branwi duże zniszczenia. W 1665 r., w wyniku podziału dóbr, Branew Szlachecką otrzymała Teofila z Gorajskich Rejowa. Od niej odkupił wieś Stanisław Szczuka, referendarz koronny. Później przeszła ona w ręce Potockich. 
Na przestrzeni XVIII i XIX w. część szlachecka wielokrotnie zmieniała właścicieli (Karśniccy, Grzębscy, Kuczkowscy, Stoińscy, Skibińscy, Łukowscy). Podczas wojny północnej przemarsze wojsk wyrządziły we wsi znaczne szkody.
Na początku XIX wieku chłopi, oprócz uprawy roli, zajmowali się hodowlą, sadownictwem i pszczelarstwem. W I połowie XIX wieku. kilkunastu gospodarzy z części szlacheckiej wyrugowano z ziemi, którą włączono do folwarku. Proces polonizacji ludności ruskiej, trwający od XVII wieku, szczególnie zintensyfikował się w XIX wieku, kiedy to kilkadziesiąt osób przeszło na obrządek łaciński.

W wyniku uwłaszczenia 44 gospodarzy otrzymało tytuł własności do 1389 mórg ziemi. Po zniesieniu unii w 1875 r. grekokatolicy zostali zmuszeni do przyjęcia prawosławia.
Jednak większość z nich opierała się temu nie uczęszczając na nabożeństwa cerkiewne.

W 1887 r. powstała szkoła powszechna będąca narzędziem rusyfikacji. Mieszkańcy wsi domagali się nauczania w języku polskim. Te dążenia były główną przyczyną wybuchu dwuletniego strajku szkolnego w 1905 r. W wyniku ukazu tolerancyjnego (1905 r.) wszyscy byli unici przeszli na obrządek łaciński porzucając prawosławie, w wyniku czego parafia upadła.
W 1921 roku wieś liczyła 104 domy i 577 mieszkańców. W okresie międzywojennym erygowano parafię obrządku łacińskiego (1919 r.), zbudowano nową szkołę (1929 r.), a dzięki inicjatywie Koła Młodzieży Wiejskiej Siew dom ludowy (1936 r.).

W okresie II wojny światowej Branew była silnym ośrodkiem Batalionów Chłopskich.
Prowadzono tajne nauczanie. W 1944 r. w wyniku walk frontowych spłonęło 21 zagród.
Po wojnie nastąpiła elektryfikacja (1954 r.), powstała jednostka OSP (1956 r.), kółko rolnicze (1965 r.). W latach sześćdziesiątych zbudowano bitą drogę, dzięki czemu uruchomiono komunikację PKS. W latach dziewięćdziesiątych oddano do użytku nowy budynek szkolny i remizę strażacką.

## Obiekty użyteczności publicznej
- Publiczna Szkoła Podstawowa w Branwi
- Parafia św. Anny w Branwi
- Kościół parafialny pw. św. Anny w Branwi
- Remiza OSP w Branwi